# مارینا آبراموویچ
مارینا آبراموویچ (به صربی: Marina Abramović) متولد ۳۰ نوامبر ۱۹۴۶ در یوگسلاوی، هنرمندی در زمینه هنر اجرا می‌باشد.
مارینا آبرامویچ هنرمند یوگسلاوی‌تبار ساکن نیویورک است که از اوایل دههٔ ۱۹۷۰ خلق آثار پرفورمنس را به صورت حرفه‌ای آغاز کرد. وی با سه دهه فعالیت، سعی بر این دارد تا خود را به عنوان «مادر هنر پرفورمنس» مطرح کند. اثر آبراموویچ رابطهٔ میان پرفورمر (اجرا کار) و مخاطب، محدودیت‌های بدن و امکانات مفاهیم ذهنی را مورد کاوش قرار می‌دهد.
پاتریچ واماوا عموی بزرگ مارینا آبراموویچ، کشیش یک کلیسای ارتدوکس صربستانی بود. والدین او، هر دو در جنگ جهانی دوم نظامی بودند. پدرش ووجو یک فرمانده بود که بعد از جنگ به عنوان یک قهرمان ملی مورد تحسین قرار گرفت. مادرش دانیکا، یک سرگرد ارتش بود که در اواسط دهه شصت مدیریت موزهٔ هنر و انقلاب بلگراد را بر عهده داشت.
پدر آبرامویچ در ۱۹۶۴ خانواده‌اش را ترک کرد. در مصاحبه‌ای که در ۱۹۹۸ منتشر شد، مارینا شرح داد که چگونه مادر به شیوهٔ ارتشی‌ها کنترل من و برادرم را در دست گرفت. من تا سن ۲۹ سالگی اجازه نداشتم که بعد از ۱۰ شب از خانه بیرون بروم. . . . همه پرفورمنس‌هایم در یوگسلاوی را در غروب و قبل از ساعت ۱۰ شب انجام می‌دادم چرا که مجبور بودم که پس از آن به خانه بروم. کاملاً احمقانه بود اما تمام خودزنی‌ها، تازیانه‌زنی‌ها و خودسوزی‌هایم تقریباً زندگی‌ام را در ستارهٔ آتشین مفقود می‌کرد. همه‌چیز باید قبل از ساعت ۱۰ و در غروب انجام می‌شد.
آبرامویچ در طی سال‌های ۱۹۶۵ تا ۱۹۷۰ دانشجوی آکادمی هنرهای زیبا در بلگراد بود. او تحصیلات تکمیلی‌اش را در آکادمی هنرهای زیبای زاگرب در ۱۹۷۲ به پایان رساند و از ۱۹۷۳ تا ۱۹۷۵ در آکادمی هنرهای زیبا واقع در نوی سَد به تدریس پرداخت، زمانی که در حال تکمیل نخستین پرفورمنس انفرادی‌اش بود از ۱۹۷۱ تا ۱۹۷۶، با نِسا پریپویچ ازدواج کرد. در ۱۹۷۶ یوگسلاوی را ترک گفت و به آمستردام رفت.
مارینا آبراموویچ نیروی طبیعت است. هنرمندی که آثارش به اندازه زندگی‌اش حیرت‌انگیزند. او از بدنش به مثابه سوژه و رسانه اصلی هنرش استفاده می‌کند. آبراموویچ در اواسط دهه هفتاد با اجراهای رادیکال و خلاقانه‌اش که با همکاری اولای هنرمند آلمانی‌تبار ساخته بود به شهرت رسید. «هنر راحت است» نوشته‌ای بود که آبراموویچ و اولای بر شیشه جلوی اتومبیل مینی‌ون که خانه‌شان بود و در آن زندگی می‌کردند چسبانده بودند؛ اتومبیلی که حالا اثری موزه‌ای است. وقتی همکاری ۳۳ ساله این دو به پایان رسید، مارینا به تنهایی کارش را ادامه داد و در نهایت به نامدارترین پرفورمنس آرتیست زن بدل شد که بانی تبدیل اجرا به شکلی نهادینه از هنر بود.
اجراهای او شخصی و به لحاظ فیزیکی و حسی آشکار و پرمخاطره بودند. او در اجراهای خود کنشهای زندگی روزمره مانند قدم زدن، جیغ کشیدن و در کل کارهای عادی زندگی را ملاک قرار می‌داد تا از این طریق قدرت نهفته در این کارها را افشا کند.

## آثار و اجراها
- ریتم ۰
- ریتم ریتم ۲
- ریتم ریتم ۵
- ریتم ریتم ۱۰
- آزاد کردن صدا
- لب‌های توماس
- تقاطع شب و دریا
- عاشق‌ها: قدم زدن روی دیوار چین
- بالکان باروک
- خانه‌ای با چشم‌انداز اقیانوس

برخی از آثار نخستین آبراموویچ که تقریباً از خطرناک‌ترین پرفورمنس‌های او نیز هستند، نه فقط مشارکت تماشاگران که حس خشونت بالقوه آنان را نیز برانگیخت. آبراموویچ در اجرای ریتم صفر (۱۹۷۴) از تماشاگرانش خواست تا با استفاده از ۷۲ وسیله‌ای که در اختیار آن‌ها گذاشته بود هرچه می‌خواهند بر سر او بیاورند. تماشاگران پس از گذشت ۹ ساعت از اجرا، در حالی که بدن آبراموویچ زخمی، نقاشی و تزیین شده بود و یکی از تماشاگران اسلحه‌ای بالای سرش گرفته بود، اجرا را متوقف کردند. او در سال ۱۹۷۵ تعدادی بادی آرت اجرا کرد که از طریق آن‌ها محدودیت‌های بدن خود را آزمود. برای مثال، در اجرای «آزاد کردن صدا» آنقدر جیغ کشید تا صدایش را از دست داد یا در اجرای «وقفه در فضا» پی در پی به سمت دیوار دوید و به آن برخورد کرد تا آنجا که از حال رفت.
در اجرای «لب‌های توماس» نیز بمدت ۳۰ دقیقه روی صلیبی یخین دراز کشید. آبراموویچ در سال‌های ۱۹۷۶ تا ۱۹۸۸ در یکی از مشهورترین همکاری‌های هنری تاریخ هنر معاصر، به همراه پارتنر خود، اولای، هنرمند آلمانی‌تبار به آزمایش مرزهای پایداری بدن ادامه داد. آن دو پس از نمایش مجموعه اجراهایی در پی کشف مرز درد، به کار روی اجرایی مشغول شدند که آن‌ها را به مقاومت در برابر زمان ملزم کرد. در اجرای «تقاطع شب و دریا» (۱۹۸۱) که در مکان‌های مختلفی در سرتاسر دنیا اجرا شد، آبراموویچ و اولی بی‌حرکت، ساکت و بدون غذا بمدت هفت تا دوازده ساعت، طی روزهای متعدد رودرروی هم در دو طرف میزی نشستند. اما نقطه اوج مهارت هنری مقاومت مشترک آن‌ها اجرای «عاشق‌ها: قدم زدن روی دیوار چین»، (چین، ۱۹۸۸) بود.
در این اجرا که ۹۰ روز به طول انجامید آبراموویچ از انتهای سمت شرقی دیوار چین و اولی از منتهی‌الیه غربی دیوار به قصد ملاقات یکدیگر به سوی مرکز دیوار به راه افتادند و در نقطه تلاقی با یکدیگر قطع رابطه کردند و به همکاری خود پایان دادند. آبراموویچ در اجرای «بالکان باروک» (۱۹۹۷) مستقیماً به پاکسازی قومی در جنگ اخیر زادبومش صربستان اشاره کرد. او در این چیدمان، ویدیوهایی را به شکل سه لته در کنار هم قرار داده بود که نمایش‌دهنده او و والدینش، سه ظرف مسی و کپه‌ای استخوان متشکل از استخوان ۱۵۰۰ راس گاو بودند. آبراموویچ بمدت ۵ روز، روزی ۶ ساعت روی کپه استخوان می‌نشست، استخوان‌ها را با برس می‌سایید و با ماده گندزدا تمیزشان می‌کرد. آبراموویچ در سال ۲۰۰۲ «خانه‌ای با چشم‌انداز اقیانوس» را اجرا کرد.
او در این اجرا دوازده روز را بدون صحبت کردن با کسی یا خوردن چیزی در گالری نیویورک سپری کرد؛ سه اتاقک قابل رویت را در فاصله ۵/۱ متر بالاتر از سطح زمین نصب کرد که تنها به وسیله نردبان قابل دسترسی بودند. نردبان‌هایی که به جای پله در آن‌ها چاقوی قصابی تعبیه شده بود. در انتهای اجرا آبراموویچ اعلام کرد که این اجرا ادای دینی به حادثه ۱۱ سپتامبر سال ۲۰۰۱ است و به مردم نیویورک تقدیم می‌شود. آبراموویچ هم‌اکنون در آستانه ۶۵ سالگی درصدد راه‌اندازی مرکزی هنری مختص پرفورمنس آرت در هادسن آمریکا است که مؤسسه مارینا آبراموویچ نام خواهد داشت.
مارینا آبراموویچ خاطرات زندگی خود را در سال ۲۰۱۶ در کتابی به نام عبور از دیوارها چاپ کرد. این کتاب با ترجمه سحر دولتشاهی در نشر اورکا در ایران چاپ شده‌است.